# Frank Leonard Brooks
Frank Leonard Brooks (Londres, 7 de noviembre de 1911-San Miguel de Allende, 20 de noviembre de 2011) fue un artista brito-canadiense radicado en México.

## Biografía
Nacido en Londres, Inglaterra, Brooks emigró a Canadá en 1912. Estudió arte en la Central Technical School, luego en el Ontario College of Art y con Frank Johnston (1929). Enseñó en la Northern Vocational School de Toronto  y se convirtió en miembro asociado de la Real Academia Canadiense de las Artes en 1939.
Se unió a la Reserva Real de Voluntarios Navales de Canadá en mayo de 1943. Durante su puesto como artista bélico (agosto de 1944 - mayo de 1946), pintó los movimientos de un portaaviones en aguas de Escocia y las actividades de dragaminas y torpederos a motor en el Canal de la Mancha frente a Normandía. Después de la guerra obtuvo una beca del Departamento de Asuntos de Veteranos para estudiar arte en México. Estudió con David Alfaro Siqueiros.
Brooks era un músico consumado. Su madre le regaló un violín cuando tenía ocho años. Tocó el primer violín en conciertos con la Sinfónica de Guanajuato. Enseñó durante muchos años en el departamento de música de la escuela de Bellas Artes de San Miguel de Allende.
El 12 de agosto de 1950, él y su esposa Reva, así como Stirling Dickinson y otros cinco profesores estadounidenses, fueron deportados de México. La razón oficial fue que no tenían visas de trabajo adecuadas, pero la causa pudo haber sido una pelea con el dueño de una escuela rival. Leonard Brooks finalmente logró que se levantara la orden de deportación gracias a su contacto con el general Ignacio M. Beteta, cuyo hermano Ramón Beteta Quintana era un político influyente a nivel nacional.
Cumplió 100 años el 7 de noviembre de 2011. Falleció el 20 de noviembre de 2011 en San Miguel de Allende.